# Їжакевич Галина Прокопівна
Гали́на Проко́півна Їжаке́вич (нар. 23 квітня 1919, Київ — 25 січня 2003) — український мовознавець. Доктор філологічних наук (1969). Професор (1973). Заслужений діяч науки УРСР (1979). Автор наукових праць у галузі соціолінгвістики та порівняльної лексикології. Небога митця Івана Їжакевича.

## Біографічні відомості
1944 року закінчила Київський університет (відділення російської мови і літератури). У 1947-1948 працювала викладачем кафедри російської мови університету.
У 1948 захистила кандидатську дисертацію на тему: «Лексико-изобразительные средства романа «Молодая гвардия» А. Фадеева». Від 1948 року працювала в Інституті мовознавства АН УРСР (нині — Інститут мовознавства імені О. О. Потебні НАН України): у 1971–1987 роках — завідувач відділу російської мови, у 1987–1996 роках — провідний науковий співробітник.
1968 року захистила докторську дисертацію «Українсько-російські мовні зв’язки радянського періоду».
Була членом КПРС (від 1970 року).
Чоловік — мовознавець Кирило Кузьмович Цілуйко (1908–1981).
Нагороджена медалями за доблесну працю «В ознаменування 100-річчя з дня народження Володимира Ілліча Леніна» (1970), «За трудову доблесть» (1977), медаллю А.С. Макаренка, двома бронзовими медалями ВДНГ та знаком «Відмінник народної освіти». 1979 року присвоєно звання Заслуженого діяча науки УРСР.
31 серпня 1998 року розпорядженням Президента України «Про призначення державних стипендій видатним діячам науки, освіти, культури, фізичної культури і спорту» Галині Їжакевич призначено державну стипендію у галузі науки.

## Праці
Їжакевич належать праці з історії української літературної мови, лексикології та стилістики, соціолінгвістики, зіставного мовознавства, культури мови тощо.
Серед праць:
- науково-популярний нарис «Питання російсько-українських мовних зв'язків» (1954),
- «Мова творів І. Нечуя-Левицького. Мова творів Панаса Мирного» (Київ, 1958),
- «Українсько-російські мовні зв'язки радянського часу» (1969),
- «Розвиток мовно-виражальних засобів жанру оповідання у слов'янських мовах» (1978) — у співавторсті,
- «Зіставна стилістика російської та української мов» (1980) — у співавторсті,
- «Функционирование русского языка в близкородственном языковом окружении» (Київ, 1981) — у співавторстві.
- «Пути повышения культуры русской речи на Украине» (Київ, 1986) — у співавторстві.

Один з авторів і відповідальний редактор книг:
- «Сучасна українська літературна мова. Стилістика» (1973),
- «Культура російського мовлення на Україні» (1976),
- «Словник російського літературного слововживання» (1987),
- «Виховання словом» (1989).

Брала участь у створенні «Курсу історії української літературної мови» (томи 1—2, 1958–1961).
Юрій Шевельов писав:
| 1969 роком датовано книжку Галини Їжакевич «Українсько-російські мовні зв'язки радянського часу». Тема ця для Їжакевич не нова, і книжечка на цю тему не перша. Але відмінностей супроти попередніх її книжок є дві. Поперше, книжка далеко довша, матеріялу в ній зібрано більше. Подруге, хоч по-старому підкреслюється доброчинні, мовляв, російські впливи на українську мову, але більше, ніж досі, виділяється протилежні, українські впливи на мову російську. Хоч авторка цього не формулює, але враження таке, ніби вона хоче підкреслити обопільність впливів (взаємодія − її улюблений термін). Якщо це було завданням, то виконати його не пощастило. Насамперед, матеріял (і це відповідає об'єктивній дійсності) незмірне бідніший у частині про українські впливи,− рівно 30 сторінок із загального числа 300. Подруге, і обсяг і особливо характер наведених українізмів російської мови невпередженому читачеві, що знає про факти поза Радянським Союзом, нагадає, скажім, арабізми у французькій мові або гіндуїзми в англійській. Для запозичень з мови колоніяльного народу до мови народу-колонізатора характеристична перевага екзотизмів і слів, що позначають назви льокальних явищ, далі експресивних слів і висловів, уживаних у зниженому, простацьки-шорсткому стилі. Мовний матеріял Їжакевич,− звісно, проти її бажання, але кожна мова − чортячо небезпечний свідок історії народу, що цієї мови вживає,− обертається проти твердження авторчиного про рівновартість двох мов у СРСР. Але щоб цю обставину помітити й цій небезпеці запобігти, треба бути трохи громадянином усесвіту. Обрії ці закриті для Їжакевич, закриті вони й для редактора її книжки Івана Білодіда. Вони обоє не уявляють, який вибуховий матеріял вони зробили здобутком читача. |